# Nawaf Al-Aqidi
Nawaf Al-Aqidi (ur. 10 maja 2000 w Rijadzie) – saudyjski piłkarz grający na pozycji bramkarza w Al-Nassr oraz reprezentacji Arabii Saudyjskiej.

## Kariera klubowa
8 sierpnia 2019 podpisał pierwszy profesjonalny kontrakt z seniorską Al-Nassr. W styczniu 2022 został wypożyczony do końca sezonu do Al-Tai.